# Christmas Song (Sydney Youngblood-dal)
A Christmas Song című dal az amerikai-német származású Sydney Youngblood 1999-ben megjelent kislemeze, mely albumra nem került fel, és slágerlistás helyezést sem ért el.

## Megjelenések
CD Single  Fhönixx Records – CD-M 99-3070
1. Christmas Song (Radio Edit) 3:44
2. Christmas Song (Maxi Version) 4:44
3. Silent Night (Acapella) 3:18
4. Surprise Track From The New Coming Album	2:00

## Külső hivatkozások
- Információ a dalról a hitparade.ch oldalon[2]
- Maxi CD az ebay.com oldalon[3]